# مطار بوردو ميرينياك
مطار بوردو ميرينياك  (بالإنجليزية: Bordeaux–Mérignac Airport)‏، (إياتا: BOD، إيكاو: LFBD)، هو مطار دولي يقع في مدينة بوردو في إقليم جيروند.

## تاريخ
عام 1995، برج المراقبة الجديد تم تصميمه من طرف فيليب ستارك

## احصاءات
في عام 2008، استقبل المطار 000 519 3 راكبا، وبنسبة ارتفاع 2,8% مقارنة مع عام 2007

## وصلات خارجية
- الموقع الإلكتروني